# (29419) Mládková
(29419) Mládková, désignation internationale (29419) Mladkova, est un astéroïde de la ceinture principale.

## Description
(29419) Mladkova est un astéroïde de la ceinture principale. Il fut découvert le 13 janvier 1997 à l'Observatoire d'Ondřejov par Lenka Šarounová. Il présente une orbite caractérisée par un demi-grand axe de 3,33 UA, une excentricité de 0,10 et une inclinaison de 2,2° par rapport à l'écliptique.

## Compléments